# Phygadeuon tyrolensis
Phygadeuon tyrolensis är en stekelart som beskrevs av Horstmann 1975. Phygadeuon tyrolensis ingår i släktet Phygadeuon och familjen brokparasitsteklar. Inga underarter finns listade i Catalogue of Life.